# Hemitrichia
Hemitrichia ist eine Gattung von Schleimpilzen aus der Ordnung der Trichiida. Sie umfasst sechzehn Arten.

## Merkmale
Die Fruchtkörper sind gestielte oder ungestielte Sporokarpe oder Plasmodiokarpe. Der obere Teil des Peridiums ist hinfällig, der untere Teil verbleibt in Form eines Kelches oder Bechers.
Das Capillitium besteht aus hohlen, elastischen Fäden, die miteinander zu Netzen verknüpft sind und deren Oberfläche durch drei bis sechs häufig deutliche Spiralbänder skulpturiert sind. Die Sporen sind in Masse rot, orange oder gelb, im Durchlicht blass oder fast farblos, ihre Wände sind warzig, genetzt oder feinstachelig.

## Verbreitung
Die Gattung ist weltweit verbreitet, zehn der sechzehn Arten finden sich dabei auch im deutschsprachigen Raum.

## Systematik und Forschungsgeschichte
Die Gattung wurde 1873 von Józef Tomasz Rostafiński erstbeschrieben, Typusart ist Hemitrichia clavata. Die Gattung umfasst sechzehn Arten:
- Hemitrichia aurea
- Hemitrichia calyculata
- Hemitrichia chrysospora
- Hemitrichia clavata
- Hemitrichia imperialis
- Hemitrichia intorta
- Hemitrichia leiotricha
- Hemitrichia minor
- Hemitrichia montana
- Hemitrichia serpula
- Hemitrichia mellea
- Hemitrichia rubrobrunnea
- Hemitrichia spinifera
- Hemitrichia spinosa
- Hemitrichia velutina
- Hemitrichia vesiculosa

## Nachweise
Fußnoten direkt hinter einer Aussage belegen die einzelne Aussage, Fußnoten direkt hinter einem Satzzeichen den gesamten vorangehenden Satz. Fußnoten hinter einer Leerstelle beziehen sich auf den kompletten vorangegangenen Absatz.
1. 1 2 3 4  Hermann Neubert, Wolfgang Nowotny, Karlheinz Baumann: Die Myxomyceten Deutschlands und des angrenzenden Alpenraumes unter besonderer Berücksichtigung Österreichs. Band 1. Karlheinz Baumann Verlag, Gomaringen 1993, ISBN 3-929822-00-8, S. 227–243.